# Tokyo Mew Mew
Tokyo Mew Mew (東京ミュウミュウ Tōkyō Myū Myū?), también conocida como Mew Mew Power, es una serie de manga shōjo escrita por Reiko Yoshida e ilustrada por Mia Ikumi, y cuya adaptación al anime fue dirigida por Noriyuki Abe. La historia se centra en cinco chicas infundidas con el ADN de diversos animales en peligro de extinción. Así, las chicas adquieren poderes especiales que le permiten transformarse en «Mew Mews». El grupo está liderado por Ichigo Momomiya y tienen como deber proteger la Tierra de los alienígenas que la «reclaman».
El manga se publicó por primera vez en septiembre de 2000 por la editorial Kōdansha, en la revista mensual japonesa de manga shōjo, Nakayoshi, hasta que finalizó en febrero de 2003 con siete volúmenes recopilados en tankōbon.  Además, mientras el manga todavía era publicado, este fue adaptado a una serie de anime producida por Pierrot, la cual se estrenó en Japón el 6 de abril de 2002 por las cadenas televisivas TV Aichi y TV Tokyo. El anime llegó a su final el 29 de marzo de 2003 con un total de cincuenta y dos episodios. Posteriormente crearon una secuela del manga titulada Tokyo Mew Mew à La Mode (東京ミュウミュウあ・ら・もーど?), la cual fue publicada por la misma editorial y en la misma revista entre abril de 2003 y febrero de 2004, donde concluyó con el segundo volumen. En esta historia se introduce a una nueva Mew Mew, Berry Shirayuki, quien se vuelve la líder temporal del equipo mientras Ichigo estaba de viaje en Inglaterra. Las versiones en español de las dos series de manga fueron publicadas por Norma Editorial en España, y por Public Square Books en Estados Unidos. Asimismo, se han producido dos videojuegos basándose en la trama de la Tokyo Mew Mew; uno de lógica y aventura para la consola Game Boy Advance y otro de rol para PlayStation, ambos fueron lanzados a la venta por la compañía japonesa Takara.
Tanto el anime como el manga de Tokyo Mew Mew han alcanzado un gran éxito dentro y fuera de Japón. Algunos de los críticos consideraron el manga «una serie linda y entretenida con un estilo libre y buenos diseños de los personajes». Asimismo, Tokyo Mew Mew à La Mode fue elogiado por ser una buena continuación. No obstante, algunos criticaron el hecho de que «no ofrecía nada nuevo». Además, el anime recibió altos índices de audiencia durante su emisión en Japón, figurando en varios tie-ins. A pesar de la crítica recibida por la edición extensiva que removió la mayor parte de elementos japoneses, el doblaje de Mew Mew Power fue el programa de televisión con mayor índice de audiencia de 4Kids durante su emisión. Este doblaje fue licenciado para su emisión en varios países en lugar de la versión.
En noviembre de 2019 se anunció en la revista Nakayoshi de enero de 2020 la publicación de un manga llamado TOKYO MEW MEW Olé! (東京ミュウミュウ オーレ！?), escrito y dibujado por Madoka Seizuki. Esta obra está centrada en 5 chicos de secundaria, en lugar de 5 chicas, llamados Aoi Shibuya, Shizuka Yoyogi, Ryusei Kanda, Taichi Hiroo y Ayato Roppongi, que protegen Tokio transformándose en «Mew Mews» junto a la protagonista femenina Anzu Hinata.
El 28 de diciembre de 2019, en la edición de febrero de 2020 de la misma revista, se publicó el primer capítulo de la secuela del manga llamada TOKYO MEW MEW 2020 RE-TURN (東京ミュウミュウ 2020 り・たーん?), mientras que el segundo capítulo se publicó en la edición de marzo de 2020, publicada el 3 de febrero de 2020. Esta secuela fue realizada por las creadoras originales del manga, Mia Ikumi y Reiko Yoshida. Ambos capítulos, junto con un par de extras, fueron publicados en forma de un tomo único de manga el 11 de septiembre de ese mismo año. Además, se reeditaron los 7 tomos originales de Tokyo Mew Mew por el 20° aniversario del lanzamiento del primer capítulo (año 2000). La historia se desarrolla en Tokio, en el año 2020, y trae de vuelta a las 6 «Mew Mews» originales aparecidas en los mangas.
En abril de 2020, con motivo del 65° aniversario de la primera publicación de la revista Nakayoshi y del 20° aniversario de la primera publicación del manga, se anunció en la nueva página web oficial de la franquicia y en su cuenta oficial de Twitter la creación de un nuevo anime llamado TOKYO MEW MEW NEW (東京ミュウミュウ にゅ～?), basado en Tokyo Mew Mew, y que se llevaría a cabo una audición para el papel del personaje principal, Ichigo Momomiya. dicho anime esta programado para lanzarse el 5 de julio  de 2022 por TV Tokio además Yasuharu Takanashi se encargara de componer la banda sonora del nuevo anime

## Argumento

En la serie, los personajes que poseen el ADN de algunos animales se caracterizan por presentar un aspecto kemonomimi.

Al inicio de la historia, una chica llamada Ichigo Momomiya asiste a una exhibición de especies en peligro de extinción junto a su amor platónico y futuro novio, Masaya Aoyama. Luego de un terremoto, ella y otras cuatro chicas que se encontraban en la exhibición son envueltas por una extraña luz. Al día siguiente, Ichigo empieza a actuar como una gata y, luego de conocer a Ryō Shirogane y Keichiro Akasaka, descubre que se le había infundido el ADN de un gato de Iriomote. Tras esto, le explican que tiene la habilidad de transformarse en una «Mew Mew», una poderosa heroína catgirl que tiene como objetivo derrotar a las chimera animas (キメラ・アニマ kimera Anima?) —animales infectados por parásitos alienígenas que los convierten en monstruos—. Además, le encargan encontrar al resto de las chicas que estuvieron en la exhibición: Mint Aizawa, una joven adinerada y mimada infundida con los genes de un lori ultramar; Lettuce Midorikawa, una chica inteligente y sumisa que había absorbido los genes de una marsopa sin aleta; Pudding Fong, que había recibido los genes de un tamarino león dorado y Zakuro Fujiwara, una modelo profesional infundida con los genes de un lobo gris.
En el transcurso de la historia, las cinco Mew Mews combaten contra las chimera animas y sus manipuladores alienígenas: Kisshu, Pai y Taruto. Kisshu, por una parte, se muestra interesado en Ichigo e intenta ganarse su amor a pesar de que trata de eliminar al resto de Mew Mews. Mientras que los otros dos alienígenas, Pai y Taruto, se le unen en un intento por eliminarlas.

### Secuela
Ichigo y Masaya viajan a Inglaterra para estudiar sobre las especies en peligro. Por otro lado, las Mew Mews restantes siguen eliminando a las chimera animas que quedan. Además, se enfrentan a nuevos enemigos: los Saint Rose Crusaders, un grupo de humanos con poderes especiales que desean conquistar al mundo y crear una utopía. Asimismo, aparece una nueva Mew Mew, Berry Shirayuki, quien toma el lugar de Ichigo como líder temporal. Berry es la primera Mew Mew a la que se le había infundido el ADN de dos especies distintas: el gato andino y el conejo de Amami. Posteriormente, al ser una de las Mew Mews más poderosas, Berry es localizada por dos de los Crusaders y la atacan en la escuela. Más tarde, Ichigo regresa para ayudarla en la batalla, pero los Crusaders hipnotizan a los ciudadanos de Tokio y hacen que se enfrenten a las Mew Mews. Sin embargo, Berry y su amigo de la infancia, Tasuku Meguro, usan su recién descubierto amor para revertir la hipnosis y cambiar el corazón de los Crusaders.

## Personajes
En esta sección se describe a los personajes principales, se nombra a los seiyū de la versión original japonesa y a los actores del doblaje en Hispanoamérica:
- Ichigo Momomiya (桃宮 いちご Momomiya Ichigo?, Zoey Hanson en la versión de 4Kids) es el primer miembro del "Proyecto Mew Mew", el personaje principal de la serie con cabellera fucsia y líder del equipo. Ella es una chica de 12 años (16 en la versión de 4kids) fusionada con el ADN de un gato de Iriomote, permitiéndole transformarse en Mew Ichigo. Es entusiasta, sociable y a veces tonta. Al principio, ella no quiere formar parte del Proyecto Mew Mew; sin embargo, pronto se da cuenta de la importancia de su misión. Muestra características de gato al emocionarse y está enamorada de Masaya Aoyama. Posee un compañero robot al que llama Masha (マシャ Masha?, Minimew en la versión de 4Kids), cuya función es detectar chimera animas. En la adaptación japonesa su seiyū es Saki Nakajima,[9] mientras que en el doblaje hispanoamericano es Alejandra Ramírez.[10]

- Mint Aizawa (藍沢 みんと Aizawa Minto?, Corina Bucksworth en la versión de 4Kids) es la segunda Mew Mew presentada con cabello azul en la serie. Ella está fusionada con el ADN de un Vini ultramarina, lo que le permite transformarse en Mew Mint. Al principio de la serie se muestra como una chica mimada y egocéntrica debido a que es adinerada. Sin embargo, demuestra preocuparse por sus amigos a medida que esta avanza. Siente admiración por Zakuro.[11][12] En la adaptación japonesa su seiyū es Yumi Kakazu,[13] mientras que en el doblaje hispanoamericano es Claudia Chavarro.[14]

- Lettuce Midorikawa (碧川 れたす Midorikawa Retasu?, Bridget Verdant en la versión de 4Kids) es la tercera Mew Mew presentada con cabello verde en la serie. Ella está fusionada con el ADN de una marsopa sin aleta, lo que le permite transformarse en Mew Lettuce. Es una chica tímida e insegura que soporta burlas constantemente. Al principio teme a sus poderes y es incapaz de controlarlos, pero gana más confianza a medida que avanza la serie. En la adaptación japonesa su seiyū es Kumi Sakuma,[15] mientras que en el doblaje hispanoamericano es Dilma Gómez.[16]

- Pudding Fong (黄 歩鈴 Fon Purin?, Kikki Benjamin en la versión de 4Kids) es la cuarta Mew Mew[11] con cabellera rubia y la más joven. Ella está fusionada con el ADN de un tamarino león dorado, lo que le permite transformarse en Mew Pudding. Es muy enérgica y le encanta divertirse, al punto de ser considerada como muy inmadura por Mint.[12] Se hace amiga de Tart durante la serie. En la adaptación japonesa su seiyū es Hisayo Mochizuki,[17] mientras que en el doblaje hispanoamericano es Shirley Marulanda.[18]

- Zakuro Fujiwara (藤原 ざくろ Fujiwara Zakuro?, Renée Roberts en la versión de 4Kids) es la quinta y última Mew Mew presentada con cabellera púrpura en la primera parte de la serie. Ella es una modelo profesional fusionada con el ADN de un lobo gris, lo que le permite transformarse en Mew Zakuro. Su pasado está más desarrollado en el anime y dice estar separada de su familia, habiéndose ido de su casa dos años antes del inicio de esta.[19][20] En la adaptación japonesa su seiyū es Junko Noda,[21] mientras que en el doblaje hispanoamericano es Rocío Bermúdez.[22]

- Berry Shirayuki (白雪 ベリー Shirayuki Berī?) es la sexta Mew Mew con cabellera rubia. Es presentada en Á La Mode como la protagonista y líder temporal hasta el regreso de Ichigo, además de ser la única Mew Mew fusionada con el ADN de dos animales: el gato andino y el conejo de Amami. Al igual que la antigua líder, ella posee un compañero robot al que llama Ucha (ウチャ Ucha?). Durante la historia se da cuenta de que está enamorada de su amigo de la infancia Tasuku, lo que la confunde hasta que llega a aceptar sus sentimientos.[23][24]

## Producción
Mia Ikumi pasó un año diseñando el manga antes del lanzamiento del primer volumen en febrero de 2001. La historia que originalmente presentó a sus editores, titulada Tokyo Black Cat Girl (TOKYO黒猫娘?), presentaba a una heroína llamada Hime Azumi (安曇緋姫?). Un policía intergaláctico llamado Masha le otorgó la habilidad de transformarse en una catgirl y le pidió que lo ayudara a combatir a invasores alienígenas llamados Baku. Luego de que el equipo de producción decidiera enfocarse en cinco superheroínas, se le pidió a Ikumi rehacer al personaje líder. Ella tuvo sus reservas sobre los cambios, debido a que el personaje principal fue originalmente diseñado para una serie más dramática.
A medida que Tokyo Mew Mew se hizo un proyecto más viable, Kodansha contrató a Reiko Yoshida para ser la escritora y supervisora de la historia. Yoshida y otros dos editores determinaron el argumento de cada volumen, crearon situaciones añadiendo indicaciones para el escenario y diálogos, y se los presentaron a Ikumi. Ella añadió sus propias ideas y cambios, creando el primer borrador del manga, el cual fue llevado a los editores para una revisión final y aprobación. Esto difiere de la mayoría de mangas, en la cual el escritor también crea las situaciones e historias antes de presentarlo al editor para su aprobación.
Luego de la publicación del primer volumen, un festival de Tokyo Mew Mew de dos días de duración fue organizado durante la Semana Dorada-una festividad que abarca una semana celebrada entre fines de abril y comienzos de mayo, durante el cual se dan cuatro días de vacaciones-para promover la serie. Los eventos incluyeron una galería de arte de Tokyo Mew Mew y el lanzamiento de nueva mercancía. Ikumi, la artista de la serie, creó un póster especial para el evento en el que aparecen los doce personajes. Ella también hizo cosplay de Mint Aizawa un día y de Lettuce Midorikawa otro día.

## Media

### Manga
Escrito por Reiko Yoshida e ilustrado por Mia Ikumi, Tokyo Mew Mew fue publicado primero en la revista Nakayoshi entre septiembre de 2001 y febrero de 2003. Los 29 capítulos fueron luego compilados en 7 volúmenes por Kodansha. El primer volumen salió a la venta el 1 de febrero de 2001 y el último, el 4 de abril de 2003. En abril de 2003, una secuela llamada Tokyo Mew Mew à La Mode empezó a publicarse en Nakayoshi. Siendo publicada hasta febrero de 2004 y escrita únicamente por Mia Ikumi, la secuela fue compilada en dos volúmenes.
Tokyo Mew Mew y Tokyo Mew Mew à La Mode son licenciadas para su publicación en inglés en Norteamérica por Tokyopop. El primer volumen de la serie original salió a la venta el 8 de abril de 2003, publicándose un volumen cada dos meses hasta que el sétimo fue publicado el 11 de mayo de 2004. Los dos volúmenes de Tokyo Mew Mew à La Mode fueron publicadas al año siguiente, con el primer voulumen saliendo a la venta el 7 de junio de 2005 y el segundo, el 8 de diciembre de 2006. A diferencia de los volúmenes japoneses, cada capítulo de Tokyopop tiene nombre. La serie original es licenciada para su publicación en inglés en Singapur por Chuang Yi. Carlsen Comics has licenciado la serie mediante sus divisiones regionales y la ha publicado en alemán, danés y sueco. La serie también ha sido licenciada para su publicación en francés por Pika Édition, en polaco por Japonica Polonica Fantastica, en finés por Sangatsu Manga y en chino por Ever Glory Publishing. Norma Editorial ha publicado la serie y su secuela en español en España. Tokyo Mew Mew fue una de las primeras series de manga en ser licenciadas para su publicación en español en Norteamérica por Public Square Books.

### Anime
Pierrot adaptó Tokyo Mew Mew en una serie de anime de 52 episodios, dirigida por Noriyuki Abe. Transmitida por TV Aichi y TV Tokyo, la serie se estrenó el 6 de abril de 2002 y se transmitió semanalmente hasta su culminación el 29 de marzo de 2003. La mayor parte de la música para la serie fue producida por Shin Yoshimura y compuesta por Takayuki Negishi. Dos temas principales fueron usados para la serie. "My Sweet Heart", interpretada por Rika Komatsu, fue el tema de apertura. El tema de cierre "Koi wa A La Mode" es interpretado por las cinco seiyū de las Mew Mews. En Japón, la serie fue comercializada en cinco volúmenes DVD Región 2. El noveno volumen contenía un DVD bonus con contenido extra.
Tokyo Mew Mew fue luego licenciado para su doblaje en inglés por 4Kids Entertainment. En el anuncio de la serie, 4Kids informó que esta sería renombrada como Hollywood Mew Mew y que editarían fuertemente los episodios para que los espectadores no reconozcan su origen japonés. Posteriormente, 4Kids se refirió a la nueva serie como The Mew Mews y Tokyo Mew Mew en sus comunicados de prensa. Cuando la serie se estrenó en Fox Kids el 19 de febrero de 2005, se emitió bajo el nombre Mew Mew Power. Los personajes y episodios fueron renombrados, algunas escenas fueron recortadas y las líneas argumentales fueron modificadas. La música fue reemplazada por una nueva banda sonora y el tema de apertura fue remplazado por la canción "Team Up", interpretada por Bree Sharp. 23 episodios de Mew Mew Power se emitieron en 4Kids Entertainment en los Estados Unidos. Sin embargo, la serie fue cancelada debido a que 4Kids no pudo adquirir los episodios restantes. Los episodios de 4Kids fueron emitidos en YTV en Canadá y en el canal de televisión satelital Pop Girl en el Reino Unido; estos incluyeron tres episodios doblados nunca emitidos en los Estados Unidos.
A pesar de que Mew Mew Power no ha sido distribuida en video en Norteamérica, diez de los episodios de 4Kids han sido distribuidos en DVD Región 4 en Australia y Nueva Zelanda por Magna Pacific y los 26 episodios fueron distribuidos en DVD Región 2 en Sudáfrica. Mew Mew Power fue licenciado para su emisión regional en Francia por Arès Films, que distibuyó nueve episodios de 4Kids doblados en DVD en febrero de 2006 en un solo volumen a través de Warner Home Video France. La compañía también licenció los 26 episodios que 4Kids no pudo obtener, distribuyéndolos en dos sets DVD a través de AK Vidéo.

### Videojuegos
Dos videojuegos basados en la serie Tokyo Mew Mew fueron lanzados al mercado en el 2002 por Takara. El primero, Hamepane Tōkyō Myū Myū (はめパネ 東京ミュウミュウ?), un videojuego de lógica y aventura para Game Boy Advance, salió a la venta en Japón el 11 de julio de 2002.
El segundo vieojuego, Tōkyō Myū Myū – Tōjō Shin Myū Myū! – Minna Issho ni Gohōshi Suru Nyan (東京ミュウミュウ 登場新ミュウミュウ!
みんないっしょにご奉仕するにゃん?), salió a la venta en Japón el 5 de diciembre de 2002. Es un videojuego de rol para PlayStation en el que el jugador controla a una nueva Mew Mew, Ringo Akai (赤井りんご Akai Ringo?), así como a las cinco heroínas originales. Ellas deben defender la isla de Ringo de los ataques de Kish, las chimera animas y un nuevo alienígena llamado Gatō dyu Rowa (ガトー·デュ·ロワ?). Ringo Akai y Gatō fueron creados por la artista del manga, Mia Ikumi, siguiendo las especificaciones de diseño de Takara. El videojuego usa a los seiyū de la serie de anime, siendo los dos nuevos personajes interpretados por Taeko Kawata y Ryoutaro Okiaku, respectivamente. Ikumi estuvo complacida por cómo resultaron los dos personajes y expresó su deseo de usar a Ringo como un personaje regular en una futura serie de manga. Ringo luego se unió a las otras Mew Mews en la historia extra Petite Mew Mew en el segundo volumen de Tokyo Mew Mew à la Mode.

### CD
Múltiples CD de música y personajes de la serie Tokyo Mew Mew han sido lanzados al mercado por King Records. El primero, un sencillo, contenía las versiones completa y karaoke de "Koi wa A La Mode", interpretada por las cinco seiyū de las Mew Mews, y una segunda canción interpretada por Saki Nakajima, la seiyū de Ichigo.
El 24 de julio de 2002 salió a la venta una colección de cinco discos de edición limitada con character songs de cada una de las Mew Mews, interpretadas por sus respectivas seiyū, además de un remix de "Koi wa A La Mode". Cada uno de los discos salió a la venta individualmente el 4 de septiembre de 2002. Una colección adicional que contiene remixes de dos canciones de cada álbum le siguió el 25 de diciembre de 2002. Un segundo character CD para Ichigo, con cinco canciones interpretadas por Nakajima, salió a la venta el 26 de febrero de 2003.
La primera banda sonora completa del anime, Tokyo Mew Mew Original Soundtrack salió a la venta el 25 de septiembre de 2002 por NEC. El CD incluyó los temas de apertura y cierre, además de 27 temas de fondo. NEC sacó una segunda banda sonora el 22 de enero de 2003, la cual contiene los temas de apertura y cierre, junto con 29 temas de fondo. El 26 de marzo de 2003, dos "best of" CD salieron al mercado: Tokyo Mew Mew Super Best Hit – Cafe Mew Mew side y Tokyo Mew Mew Super Best Hit – Tokyo Mew Mew side. Cada CD contiene diez de los temas más populares de la serie.

## Recepción
El manga fue bien recibido por los lectores anglosajones. En marzo y abril de 2003, el primer volumen vendió un estimado de 1597 y 1746 copias respectivamente. Esto puso al volumen en el final del top 50 de ventas de cada mes. Al 2004, con la mayor parte de la serie a la venta, se volvió un éxito para Tokyopop. Ocupó el puesto 16 en el Manga Top 50 durante el primer trimestre del 2004 en el ICv2 Retailers Guide to Anime/Manga, basado en las ventas de las principales librerías y tiendas de cómics. Las ventas del sexto y sétimo volumen bajaron un poco, ambos estuvieron entre las cien novelas gráficas más vendidas en marzo y mayo de 2004. El primer volumen de Tokyo Mew Mew à La Mode debutó en el puesto 63 de las cien novelas gráficas más vendidas en el 2005, con aproximadamente el doble de ventas del último volumen de la serie principal. En los gráficos de Nielsen Bookscan, el volumen debutó en el puesto 39, subiendo rápidamente al puesto 14. El segundo volumen de À La Mode también fue un éxito, debutando en el puesto 69, subiendo al puesto 12, como resultado de la aparición del anime Mew Mew Power en 4Kids TV.
Tokyo Mew Mew fue en general bien recibido por los críticos, quienes lo describieron como lindo y entretenido. Sin embargo, Patrick King, de AnimeFringe nota que no es una serie muy intelectual y que evita "plot points" complejos, él la elogia como un fascinante "brain candy" y "una simpática serie de acción romántica" que no tiene "delirios de grandeza". Los críticos elogiaron el diseño de Tokyo Mew Mew y su secuela Tokyo Mew Mew à La Mode. El estilo libre y los diseños de personajes fueron vistos como adecuados para la serie. El criticismo del diseño de Ikumi se enfocó en imágenes que regularmente se salían de los bordes de los cuadros y globos de diálogo de hablantes ambiguos. Patrick King de Animefringe declaró: "uno de los aspectos más atractivos de Tokyo Mew Mew es el lindo diseño de Mia Ikumi. Ojos grandes, orejas de gato, colas rizadas y faldas cortas se juntan en un combo lindo que es difícil de resistir". Según Carlos Santos de Anime News Network, "El diseño de Mia Ikumi encaja perfectamente con la historia, y no es tan menudo ni decorado comparado con otro material shōjo. Como muchos autores de manga incipientes, la mayor fortaleza de Ikumi está en los retratos de personajes cuidadosamente posicionados; y su uso prolífico de tonos crea efectos únicos a la vez que evade el reto de los fondos." Por el contrario, Shaenon Garrity critica la serie en Manga: The Complete Guide, describiéndola de "insulsa", "insípida" y "en la bancarrota creativa"; y pensando que estaba "claramente diseñada por su editorial para forzar el tsunami de mahō shōjo al máximo: las notas al margen de los creadores contienen referencias a grandes firmas de libros, sesiones fotográficas y modelos contratadas para disfrazarse como las mínimamente vestidas heroínas preadolescentes". También remarca que la serie hace un pobre uso del tema de las especies en peligro, aunque tenga un "sermonario tema ambiental".
En general, Tokyo Mew Mew à La Mode tuvo reseñas más contradictorias. Los críticos la elogiaron por ser un manga moderno que tipifica el género mahō shōjo, resaltando sus fortalezas y debilidades. Mike Dungan, de Mania Entertainment, consideró a la serie original como "ligeramente encantadora" y pensó que à La Mode era una buena continuación de la serie con la "misma diversión y emoción" que su predecesora. Otros pensaron que Berry era una heroína demasiado superficial y que la secuela no ofrecía nada nuevo para los lectores, siendo los trajes y planes de los Saint Rose Crusaders nada más que conceptos prestados de Sailor Moon. À la Mode también fue criticada porque el personaje Duke estaba vestido en una sotana blanca similar a las usadas por el Ku Klux Klan. Garrity pensó que à La Mode era un vehículo para referenciar a los seguidores y mercadería Tokyo Mew Mew y que Berry era una "protagonista transparente que realiza sus sueños".
La adaptación al anime has sido comparada con Sailor Moon debido a que ambas tienen protagonistas femeninas; cinco miembros originales del equipo con colores y poderes que las identifican y tramas similares. Tokyo Mew Mew tuvo altos índices de audiencia en Japón, con extensivos tie-ins y eventos de marketing que promovían la serie. Cuando 4Kids anunció que había licenciado el anime, fuertemente editado, admiradores de la serie fueron abiertamente desanimados e iniciaron múltiples campañas con el objetivo de convencer a la compañía de lanzar una versión no censurada de la serie. Después de que preestrenos de la serie editada fueron hechos públicos, los televidentes estuvieron menos descontentos, aunque todavía algo enojados por la eliminación de referencias culturales y deseaban un lanzamiento en DVD no censurado. Mew Mew Power se volvió una serie exitosa para 4Kids, convirtiéndose en el programa de 4Kids con mayor índice de audiencia al inicio del otoño de 2005, pero nunca salió a la venta en DVD en Norteamérica. La versión doblada de 4Kids, en lugar de la versión japonesa original, fue subsecuentemente licenciada para su emisión en Francia, Latinoamérica, Australia, Nueva Zelanda, Portugal, Grecia, Sudáfrica e Israel.